# Tom Fowler
Thomas William „Tom“ Fowler (* 10. Juni 1951 in Salt Lake City; † 2. Juli 2024) war ein US-amerikanischer Bassist der Fusionmusik.

## Leben
Fowler wuchs als Sohn des Jazz-Lehrers William L. Fowler und Bruder der Musiker Walt und Bruce Fowler in einer musikalischen Familie auf. Er lernte zunächst Violine, bevor er sich dem Bass zuwandte; beeindruckt durch die Rockmusik wechselte er mit 16 Jahren vom Kontrabass zum E-Bass. Zunächst war er 1972 und 1973 Mitglied von It’s a Beautiful Day und ist auf deren Alben Choice Quality Stuff/Anywhere sowie Live at Carnegie Hall zu hören. In New York spielte er bei Bill Watrous und Enrico Rava. Vor allem bekannt wurde er durch seine Mitwirkung an Schallplatten und Tourneen von Frank Zappa und den Mothers of Invention (1973–75), wobei Alben wie Over-Nite Sensation, Roxy & Elsewhere und Apostrophe (’) entstanden. Ab 1975 wirkte er in der Familienband The Fowler Brothers, mit der er mehrere Alben vorlegte. In der gleichen Zeit spielte er bei George Duke (1975) und Jean-Luc Ponty (1975–76). Später begleitete er Hildegard Knef (DVD Stationen), Hidehiko Matsumoto und ab 1993 Ray Charles. Zwischen 1975 und 2008 wirkte er an 17 Alben im Bereich des Jazz mit.
Nachdem Fowler 2012/13 zu den Grandmothers gehört hatte, tourte er ab 2014 mit der Band „Banned from Utopia“ um Robert „Bobby“ Martin, die größtenteils aus ehemaligen Musikern Frank Zappas bestand.

## Diskographische Hinweise
- Heartscapes (1992)
- Tom Fowler Interface Let’s Start Over (2011)
- Living Songbook. Vol. 1 (2013)[3]

Als Sideman
- Frank Zappa Studio Tan (1974–76)
- George Duke I Love the Blues, She Heard My (1975)
- Jean-Luc Ponty Imaginary Voyage (1976)
- Steve Hackett Please Don’t Touch (1978)
- The Band from Utopia A Tribute to the Music of Frank Zappa (1994, mit Jay Dittamo, Ike Willis, Robert Martin, Tommy Mars, Ed Mann, Kurt McGettrick, Bruce Fowler)
- Diane Schuur Friends for Schuur (2000)
- Ray Charles Genius Loves Company (2003–04)